# Kibbelkoele
De Kibbelkoele is een kunstmatig meertje of plas in de buurt van de Drentse plaats Kibbelveen en ligt verscholen in de bossen van het Sleenerzand. De plas is ontstaan bij de aanleg van de N381, de Friesland route (van Emmen naar Drachten). Het zand dat nodig was voor het traject van Noord-Sleen naar Emmen is hiervandaan gehaald.
De plas heeft brede zandstranden, met een langzaam aflopende bodem. Hierdoor is de plas met name geschikt als speelvijver voor kinderen. In de zomermaanden zijn er kiosken open voor ijs, frituur, drinken, koffie/thee en slush-puppy.

## Naam
De plas is genoemd naar het nabij gelegen Kibbelveen. Koele is Drents voor kuil in de betekenis van (gegraven) gat.